# Givarlais
Givarlais är en kommun i departementet Allier i regionen Auvergne-Rhône-Alpes i de centrala delarna av Frankrike. Kommunen ligger  i kantonen Hérisson som ligger i arrondissementet Montluçon. År 2018 hade Givarlais 212 invånare.

## Befolkningsutveckling
Antalet invånare i kommunen Givarlais
Referens: INSEE